# Regionale Instelling voor Beschermd Wonen
Regionale Instelling voor Beschermd Wonen (RIBW) is de benaming voor regionale instellingen in Nederland die mensen met een bepaalde problematiek de mogelijkheid biedt om beschermd te wonen. Een RIBW is gericht op het voorzien in woonruimte en begeleiding, al dan niet in groepsverband.
Behalve beschermd wonen in een groepsvoorziening wordt er vaak begeleid zelfstandig wonen ofwel ambulante begeleiding geboden. Beschermd wonen is vooral gericht op herstel en niet op behandeling: de bewoners worden dan ook cliënten genoemd.
De meeste begeleiding is gekoppeld aan ondersteuning bij persoonlijke verzorging, dagbesteding, huishoudelijke verzorging, geestelijke en lichamelijke gezondheid. Er worden ook wel diensten geleverd in het kader van maatschappelijke opvang. Sommige RIBW-locaties bieden ook dagbesteding aan. 
Er is een wachtlijst en een selectieprocedure voor nieuwe bewoners. Hierbij wordt gekeken of de persoon in kwestie daadwerkelijk in aanmerking komt voor een woonplek in een bepaalde woonvorm.

## Zorgaanbod
Een RIBW bestaat uit verschillende woonvoorzieningen. In een woonvorm wonen vaak mensen met specifieke hulpvraag bijeen. Er zijn begeleiders die de bewoners kunnen bijstaan.
Veel RIBW-voorzieningen kennen een wekelijks terugkerend huiskameroverleg, ook wel 'huisraad' benoemd, waarin bijzondere gebeurtenissen, gevolgen van deze gebeurtenissen en de eventueel daaruit ontstane problemen besproken worden door de begeleiders en bewoners. In dit overleg worden vaak ook de huishoudelijke taken afgesproken die iedereen dient te verrichten.
Van RIBW-cliënten wordt gewoonlijk verwacht dat zij een dagbesteding hebben. Dit kan (vrijwilligers)werk zijn,  scholing of een andere bezigheid. De begeleiding van de woonvorm kan helpen met het zoeken naar een geschikte dagbesteding voor een bewoner. Er wordt niet behandeld, er is wel samenwerking met behandelende instanties.

## Indicaties
Een indicatie wordt afgegeven door een centrumgemeente. Er zijn verschillende mogelijke indicaties welke aangeven waar recht op is.
- Verblijf en begeleiding. Dit wordt geleverd door elke RIBW.
- Hulpverlening. Dit wordt geleverd door elke RIBW.
- Verpleging. Behoort niet tot het standaard pakket, maar er zijn speciale woonvormen waar deze zorg mogelijk is.
- Persoonlijke verzorging. Behoort niet tot het standaard pakket, maar er zijn speciale woonvormen waar deze zorg gecombineerd met andere zorg geleverd wordt.
- Huishoudelijke verzorging. Behoort niet tot het standaard pakket, maar er zijn speciale woonvormen waar deze zorg gecombineerd met andere zorg geleverd wordt.